# موسى بن أبي الغسان
موسى بن أبي الغسّان فارس غرناطة رفض تسليم غرناطة إلى النصارى، وقاوم حتى النهاية.
تجاهلته المصادر التاريخية العربية بشكل عام. إلا أنّ حضوره في الرواية النصرانية كان طاغياً كنموذج للفارس المسلم البارع النبيل الذي يمثل البقية الباقية من روح الفروسية المسلمة في الأندلس. ورد ذكره في رواية ثلاثية غرناطة لرضوى عاشور.
وقد اهتم به المؤرخون الإسبان وتتبعوا أخباره واحتل في كتاباتهم مكانة متميزة ومساحة واسعة، ورغم الشك الذي أبداه بعض المؤرخين المعاصرين في الرواية النصرانية عن موسى بن أبي الغسان، إلا أنها تقدم صورة باهرة لدفاع المسلمين عن دينهم وآخر حواضرهم في الأندلس.

## النشأة
عاش موسى في غرناطة، مسقط رأسه، في بيت ميسور وجاه موفور، فهو من أبناء وجهاء القوم، وصفوتهم في غرناطة. وكان ينتمي إلى أسرة عربية غرناطية عريقة النسب تتصل ببيت الملك، وتضرب بجذورها إلى قبيلة غسان والغساسنة قبيلة عربية يمانية عريقة حكمت بلاد الشام قبل الإسلام. وكانت أسرة موسى واحدة من الأسر العربية القديمة التي عرفت بفروسيتها وغيرتها على دينها ووفائها.
وتميزت أسرة موسى أيضا بإسهامها في الحياة العامة، وبدورها الكبير في تشييد نهضة غرناطة وصرحها الحضاري وكان لنشأة موسى في هذه الأسرة العربية المحافظة على تقاليد الفروسية العربية القديمة، تأثيره وبصمته على شخصيته.
ولم يذكر أحد أن موسى بن أبي الغسان كان عالما أو أديبا، وإنما ذكروا أنه كان فارسا جسورا، وبطلا مغوارا، ومبارزا جيدا.
وعلى الرغم من أن موسى قد نشأ في فترة الانهيار العظيم للحضارة العربية والإسلامية في الاندلس، وبينما كانت غرناطة تلفظ أنفاسها الأخيرة وتؤذن بنهاية الوجود الإسلامي في الأندلس إلا أنها أدركت شيئا من بقايا قرون الفخار وأمجاد الأمس الغابر، ولا سيما فيما يتعلق بالنشاط العلمي والأدبي، وكانت غرناطة بتلك الحقبة تزخر بالعلماء.

## مكانته السياسية والاجتماعية
وفيما يبدو من الأخبار القليلة جدا والمستقاة أساسا من المصادر المسيحية أن موسى بن أبي الغسان لم يكن فارس فرسان غرناطة فقط، وإنما كان أيضا رئيسا لعشيرته. وهذا يفسر لنا، وجوده في بهو الحمراء ضمن أكابر الجماعة وأهل الحل والعقد وأبناء البيوتات، في غرناطة، الذين كانوا يساهمون مع الملك في إدارة شئون البلاد، وينوبون عنه في الاتصال بأهاليها، ويطلعونه على ما يستجد من أخبارهم، والذين كان يستشيرهم أيضا قبل أن يتخذ القرارات المصيرية، ويرجع إلى رأيهم في المهمات والملمات. ولا سيما في ذلك الوقت الأغبر الذي كانت فيه غرناطة على كف عفريت وعلى شفا جرف هار.
وهذا إن دل على شيء فإنما يدل على عقله وثبوت فطنته وأصالة رأيه، فضلا عن دلالته على سمو رتبته وارتفاع مكانته الاجتماعية والسياسية.
بيد أن الأهم من كل ذلك هو أن وجوده قريبا، من بلاط الملك أبي عبد الله الصغير، قد أتاح له المشاركة في صنع الأحداث والتأثير فيها إيجابا، ومعرفة ما يدور وراء الكواليس أولا بأول، ومن ثم التصدي بجسارة للدعاوى الاستسلامية ومعارضة الحلول الانهزامية، وتفنيد المبادرات المشبوهة وتعديلها في وقته. إلى جانب أن وجوده كان ضروريا بالنسبة لأصحاب الأمر والخاصة.

## فروسية وبلاغة
كانت غرناطة آخر الحواضر الإسلامية في الأندلس هي الفصل الأخير في الصراع بين النصرانية والإسلام، وهو الصراع الذي أعدت له إسبانيا النصرانية عدتها الحاسمة ومهدت له جميع الوسائل والسبل. وقاومت غرناطة، وسجل التاريخ صفحات ناضرة من ضروب المقاومة والبسالة والإقدام التي أبداها المسلمون المحاصرون على مدى أشهر طويلة، وشهدت تلك الآونة العصيبة بروز موسى بن أبي الغسان على الساحة فارساً شجاعاً بليغاً ليبث روح الحماسة والفداء في نفوس المسلمين.
وموسى بن أبي الغسان سليل إحدى الأسر العربية العريقة التي تتصل ببيت الملك، وقد بدأ اسمه يلمع في ساحة القتال في عهد أبي عبد الله الصغير آخر ملوك غرناطة، فكان قائداً لفرسان غرناطة وصاحب صولات وجولات مظفرة على حصون العدو وحامياته، ورغم الاستكانة التي أبداها أبو عبد الله الصغير تجاه فرناندو الخامس وإيزابيلا ملكي إسبانيا إلا أن ذلك لم يضعف عزيمة فارس غرناطة، وحين بعث فرناندو الخامس يطلب من حاكم غرناطة تسليم الحمراء كان موسى من أشد المعارضين لتسليمها،
ويورد الأستاذ- محمد عبد الله عنان في كتابه «دولة الإسلام في الأندلس» مقولته الرائعة التي تفيض حماسة وشجاعة:«ليعلم ملك النصارى أن العربى قد ولد للجواد والرمح، فإذا طمح إلى سيوفنا فليكسبها غالية، أما أنا فخير لي قبر تحت أنقاض غرناطة، في المكان الذي أموت مدافعاً عنه، من أفخم قصور نغنمها بالخضوع لأعداء الدين».

## حصار محكم وبسالة
في عام 896هـ-1491م أطبق النصارى الحصار على غرناطة بحراً وبراً ورابطت السفن الإسبانية في مضيق جبل طارق وعلى مقربة من الثغور الجنوبية، ولم يكن ثمة أمل في العون من أفريقيا التي سقطت معظم ثغورها الشمالية في أيدي البرتغاليين، فضلاً عن ضعف إمارات المغرب وتفككها، وقد اشتد البلاء والجوع بالمحاصرين داخل غرناطة ودب اليأس إلى قلوب الجند والعامة.. وقرر أبو عبد الله الصغير أن الاستمرار في الدفاع عبث لا جدوى منه.
إلا أن فارس غرناطة اعترض بشدة، وراح يجمع الفرسان لملاقاة الجيوش النصرانية، وخرجت غرناطة كلها وراءه، ونشبت بين المسلمين والنصارى معارك دموية أبلى المسلمون فيها البلاء الحسن، ولكن ضعف المشاة المسلمين وقلة العتاد ونقص المؤن أدى إلى انهيار صفوفهم وتقهقرهم إلى داخل غرناطة. وألفى موسى نفسه وحيداً في ميدان المعركة وليس من حوله إلا قلة مخلصة، فاضطر إلى أن يرتد إلى المدينة وهو في قمة الغضب والحنق.

## سقوط غرناطة
أوصد المسلمون أبواب غرناطة واحتموا بأسوارها في يأس وقلق وهم يرون شبح النهاية ماثلاً أمام عيونهم، وكان قد مضى على الحصار حوالي سبعة أشهر وهم يغالبون الأهوال، وقد جاءت آخر معاركهم لتبدد الأمل في الخلاص والنصر، واشتد الجوع والمرض والحرمان.
ويذكر كثير من المؤرخين أنه لم يكن هناك بد من التسليم فالمقاومة كانت نوعاً من العبث والصمود كان لوناً من الجنون، حيث لم يبق من الأندلس سوى غرناطة، وهي مجرد مدينة تسبح في بحر من النصارى الحاقدين الكارهين للوجود الإسلامي فكأن المدينة الباسلة كانت تسير إلى نهايتها المحتومة منذ أن بدأ سقوط شمال الأندلس في بداية القرن السادس الهجري، ولم تكن المسألة إلا مجرد وقت.
وقد اتفق الجميع في غرناطة على التسليم إلا صوتاً واحداً ارتفع بالاعتراض على القرار وحاول أن يبعث بكلماته الملتهبة الحماسة في النفوس، وكان صاحبه هو موسى بن أبي الغسان الذي رددت أرجاء غرناطة كلماته الملتهبة: «لنقاتل العدو حتى آخر نسمة، وإنه خير لي أن أحصى بين الذين ماتوا دفاعاً عن غرناطة من أن أحصى بين الذين شهدوا تسليمها».
أرسل إلى فرديناند قائلاً له 'إذا أردت أسلحة المسلمين فلتأت لأخذها بنفسك
ولكن الأحداث كانت أكبر من كل الكلمات، والحصار كان سيد الموقف، وهكذا ضاعت صيحة ابن أبى الغسان في الفضاء.
ومن الإنصاف القول بأن ملك غرناطة أبا عبد الله الصغير لم يقصر في الدفاع عن ملكه وأمته ودينه رغم أن بعض الأقلام تلوك سيرته متهمة إياه بالتفريط والاستسلام وضياع الأندلس، دون أن تضع في الاعتبار أنه كان مجرد حلقة في سلسلة طويلة من الصراع بين المسلمين والنصارى، ودون النظر أيضاً إلى ما اعترى الزعماء والقادة حوله من ضعف وجنوح إلى المساومة والأطماع والمآرب الخاصة، ورغبة العامة من ناحية أخرى في فك الحصار والخلاص من الجوع والمرض، فكان الصمود في حكم المستحيل، والتسليم هو الحل الذي يلوح في الأفق، ولم يتبق من الأمر إلا التوقيع على وثيقة تسليم غرناطة، وتم ذلك في 21 المحرم 897هـ - 25 نوفمبر 1491م.

## نهاية الفارس
كان قلب موسى يدمى وهو يشهد تسليم غرناطة المسلمة إلى ملوك النصارى، وكان أكثر ما يؤلمه ذلك التخاذل والضعف لدى الخاصة والعامة، ويحس بالعجز إزاء الأحداث الرهيبة المتلاحقة، وحين اجتمع الزعماء والقادة ليوقعوا وثيقة التسليم في بهو الحمراء لم يملك الكثيرون منهم أنفسهم من البكاء والعويل، فصاح موسى فيهم قائلا": "اتركوا العويل للنساء والأطفال، فنحن لنا قلوب لم تخلق لإرسال الدمع ولكن لتقطر الدماء، وحاشا لله أن يقال إن أشراف غرناطة خافوا أن يموتوا دفاعا عنها".
وضاعت كلمات الفارس في الفضاء مرة أخرى، ولم يجاوبه إلا الصمت والحزن، وبدأ التوقيع على وثيقة التسليم، فراح صوته يرتفع في غضب مدويا:
«إن الموت أقل ما نخشى، فأمامنا نهب مدننا وتدميرها وتدنيس مساجدنا وأمامنا الجور الفاحش والسياط والأغلال والأنطاع والمحارق، وهذا ما سوف تراه تلك النفوس الوضيعة التي تخشى الآن الموت الشريف، أما أنا فوالله لن أراه».
ثم غادر المجلس يائساً حزيناً وذهب إلى بيته فلبس لباس الحرب وامتطى صهوة جواده، واخترق شوارع غرناطة ولم يره أحد بعد ذلك.
إلا أن الأستاذ عبد الله عنان يورد رواية لمؤرخ إسباني حاول أن يلقي فيها الضوء على مصير فارس غرناطة الشهير فيذكر أن موسى التقى بعد خروجه من غرناطة على ضفة نهر شنيل سرية من فرسان النصارى فانقض عليها قتلاً وطعناً في بسالة نادرة حتى أصيب بجرح نافذ وسقط جواده من تحته بطعنة رمح، ولكنه لم يستسلم وراح يدافع فرسان النصارى بخنجره حتى خارت قواه ولما كانت نفسه الأبية لا تطيق الوقوع في أسر النصارى ألقى بنفسه إلى النهر.
ورغم تضارب الروايات بشأن النهاية إلا أنها تزخر بمواقف البطولة والشجاعة والبسالة.

## إنظر أيضا
- إبراهيم علي العطار فارس عربي آخر رافض للإستسلام ذكرته المصادر الأسبانية.